# Фотоволтаичен ефект
Фотоволтаичен ефект се нарича създаването на потенциална разлика или протичането на електрически ток в материалите под въздействието на светлина. Природата на това явление е физикохимическа.
Фотоволтаичният ефект е пряко свързан с фотоелектричния ефект, макар че двата процеса се различават по големината на енергията на облъчващите фотони. При фотоволтаичния ефект облъчването със светлина емитира електрони от повърхността, които преминават от един материал в друг и се генерира електрически ток, докато прагът за настъпване на фотоелектричния ефект е много по-висок (изисква се голяма енергия на фотоните) и той най-лесно се наблюдава във вакуум.

## История
За първи път фотоволтаичният ефект е наблюдаван от френския учен Александър Бекерел през 1839 г. Той съобщава за откритието си в списанието на Френската академия на науките Comptes rendus de l'Académie des sciences като „протичане на електрически ток при потопяване на две плочи от платина и злато в киселинен, неутрален или основен разтвор и излагането им на неравномерна слънчева светлина.“ Неговото откритие поставя началото на изучаването на влиянието на светлината върху електронните свойства на веществата, продължило по-късно с откриването на явлението фотопроводимост и с изследванията на катодните лъчи (всъщност потоци електрони), чиято кулминация е откриването на фотоелектричния ефект от Хайнрих Херц и обяснението му през 1905 г. от Айнщайн, поставило начало на модерната физика.

## Същност
При попадане на слънчева или друга светлина върху повърхността на подходящ материал електроните от валентната зона поглъщат енергия, извършват преход към зоната на проводимост и ставата свободни електрони. Тези възбудени не-термични електрони дифундират и някои от тях преминават през потенциалната бариера на границата с друг материал (потенциал на Галвани). Генерира се електродвижеща сила и по този начин част от светлината се трансформира в електрически ток.
За осъществяване на процеса от съществено значение са химическите връзки на поглъщащия светлината материал, тъй като е необходимо атомите да позволяват откъсване на електрони и създаването на химико-електрическо неравновесие. Затова често се използва силиций, легиран с бор или фосфор. Това се обяснява с полупроводниковите свойства на този металоид, както и с факта, че има има подобна електронна конфигурация с въглерода
Освен чрез директно възбуждане на електроните, фотоволтаичният ефект може да протече и просто поради нагряването при поглъщането на светлина. Нагряването повишава температурата и появата на температурен градиент. Той на свой ред може да доведе до настъпване на условия за протичане на термоелектрическия ефект на Зеебек. Конкретният механизъм зависи от свойствата на материалите.

## Приложение
Ефектът намира приложение във фотоволтаични системи, при които източникът на светлина е Слънцето, а самите устройства се наричат слънчеви клетки. В случая на слънчева клетка с p-n преход облъчването на клетката със светлина води до поява на електрически ток, тъй като възбудените електрони и дупки се устремяват в различни посоки от приложеното напрежение.